# Эбади, Ширин
Шири́н Эбади́, также Шири́н Абади́ (перс. شیرین عبادی‎ — Širin Ebâdi; род. 21 июня 1947, Хамадан) — иранская правозащитница и юрист, лауреат премии памяти профессора Торолфа Рафто (2001), лауреат Нобелевской премии мира (2003) «за вклад в развитие демократии и борьбу за права человека, особенно женщин и детей в Иране».

## Биография
Ширин Эбади родилась в городе Хамадан, в семье профессора коммерческого права Мухаммеда Али Эбади, бывшего главным хамаданским нотариусом. Согласно Британнике она иранского происхождения. В своей Нобелевской лекции, характеризуя свою культурную принадлежность, она заявила: «Я — иранка. Я — потомок Кира Великого».
Окончила факультет права Тегеранского университета (1969) и после полугодовой практики стала судьёй. В 1971 г. она защитила диссертацию, а в 1975 г. стала первой в Иране женщиной, возглавившей местный суд (городской суд Тегерана). Однако после исламской революции в Иране она, как и другие женщины в судебной системе, была переведена на должность секретаря суда, поскольку, по мнению пришедших к власти исламистов, женщина не должна выносить решений, обязательных для мужчин. Эбади подала в отставку и на протяжении более чем 10 лет не могла работать по юридической специальности. В 1993 г. ей удалось наконец получить разрешение на открытие юридической консультации. В 1980-е гг. Эбади, в основном, писала книги и статьи, принесшие ей значительную известность в Иране.

## Правозащитная деятельность
В 1990-е гг. Эбади получила возможность преподавать в Тегеранском университете. Она сыграла важную роль в усилении умеренно-либеральных тенденций в иранском обществе конца 1990-х, а её агитация за увеличение роли женщин в иранской общественной жизни стала важным фактором в победе Мохаммада Хатами на президентских выборах 1997 года.
В качестве адвоката Эбади участвовала в ряде важнейших судебных процессов в Иране 1990-х. В частности, она представляла интересы семей погибших в нескольких делах по поводу убийств представителей иранской интеллигенции, придерживавшихся оппозиционных взглядов. В ходе одного из этих процессов в 2000 году Эбади обнародовала видеозапись показаний Амира Фархада Ибрахими, свидетельствовавшего о поступлении от консервативных религиозных лидеров Ирана заказов на убийства политиков из окружения президента Хатами. За разглашение этих показаний Эбади была приговорена к 5 годам тюрьмы (позднее приговор был отменён). Кроме того, Эбади вела ряд дел по поводу запрета иранских газет, защищала неизменно преследуемых в Иране приверженцев религии бахаи.
Ширин Эбади основала и возглавила две иранские правозащитные организации: Иранское общество защиты прав ребёнка и Правозащитный центр.
Известие о присуждении Эбади Нобелевской премии мира (2003) встретило в Иране двойственную реакцию. По некоторым сообщениям, иранское общество выражало широкую поддержку этого решения, вплоть до уличного ликования. В то же время президент Ирана Хатами выступил с весьма сдержанным заявлением, смысл которого сводился к тому, что Нобелевская премия мира — во многом инструмент политического давления на те или иные страны.
В различных выступлениях после объявления о своём лауреатстве Эбади подчёркивала свою приверженность исламу и свой патриотизм. Так, она высказалась против какого-либо иностранного вмешательства в дела Ирана, заявив, что борьба за права человека должна вестись в Иране самими иранцами. Эбади также выступила в защиту иранской ядерной программы, заявив, что, «не говоря уже об экономической целесообразности, развитие ядерной энергетики — предмет гордости любого народа со славной историей, и никакое иранское правительство, независимо от его идеологических симпатий, не может остановить эту программу».
В ноябре 2009 года у правозащитницы иранские власти изъяли медаль и диплом Нобелевской премии.

## Награды и признание
Эбади является почётным доктором многих западных университетов, в том числе университетов Торонто, Британской Колумбии, Йоркского, Австралийского католического и др.
В 2003 году Ширин Эбади присуждена Нобелевская премия мира.
В 2006 году стала командором ордена Почётного легиона.